# Cleveland Eaton
Cleveland Josephus Eaton II. (31. srpna 1939 Farfield – 5. července 2020 Birmingham) byl americký jazzový basista, producent, aranžér, skladatel, vydavatel a byl ředitelem své vlastní nahrávací společnosti ve Fairfield v Alabamě, na předměstí Birminghamu. Mezi jeho největší úspěchy patří hraní s Ramsey Lewis Trio a Count Basie Orchestra. Jeho nahrávka z roku 1975 s názvem Plenty Good Eaton je považována za klasiku co se týče hudebního žánru funk. Byl uveden do Alabama Jazz Hall of Fame a do Alabama Hall of Fame.

## Biografie
Eaton začal svá studia hudby ve svých pěti letech a ve svých patnácti letech ovládal hru na piáno, trumpetu a saxofon. Na basu začal hrát, když mu učitel povolil si jednu vzít domů, aby mohl každou volnou chvíli trávit cvičením. To vyústilo až v to, že byl později nazýván jedním z nejlepším a nejuniverzálnějším jazzovým hudebníkem v oboru. Eaton pocházel z rodiny, kde byla hudba milována; jeho sestra studovala hudbu na Fisk University a Julliard School of Music v New Yorku. On byl studentem Johna T. Whatleyho, jednoho z nejvlivnějších a nejznámějších učitelů americké jazzové hudby 20. a 30. let 20. století, který učil i hvězdy jako Sun Ra a Erskine Hawkins. Eaton hrál v jazzové kapele na koleji univerzity Tennessee A & I State University, kde získal bakalářské hudební vzdělání. Svůj talent využil při nahrání více než 100 alb a složení více než třikrát tolik písní. Poté, co strávil několik let na cestách jako hudebník a aranžér, se Eaton vrátil zpět do Birminghamu v Alabamě, aby zde v roce 1996 založil nahrávací společnost.
Eaton hrál na významných nahrávkách spolu s Johnem Klemmerem, Ikem Colem, Bunky Greenem, The Dells, Bobby Rushem, Minnie Riperton, Jerrym Butlerem a Rotary Connection, Georgem Bensonem, Henrym Mancinim, Frankem Sinatrou, Billy Eckstinem, Sarah Vaughan, Ellou Fitzgeraldovou. Eaton byl během své sedmnáctileté penze jmenován "hraběcím basistou", kdy nahrával spolu s Count Basie Orchestra. Také vystupoval s Nancy Wilson, Peggy Lee, Mimi Hines, Sammy Davisem Jr., Julie London, Bobby Troupem, Lou Rawlsem, Nipsey Russellem, Morganou King, Glorií Lynne, Herbie Hancockem, Magic City Jazz Orchestra, The Platters, Temptations a The Miracles. V roce 1974 začal vystupovat se svou vlastní skupinou Cleve Eaton and Co. V září roku 1978 Eaton vydal své disko album u společnosti Gull Records GULS63 pod názvem Bama Boogie Woogie, které se umístilo na 35. místě na britském žebříčku BBC Top 75 chart a ve Velké Británii se stalo album velmi populárním, především pak na klubové scéně. V roce 2004 se jeho skupina přejmenovala na Cleve Eaton and the Alabama Stars.
Eaton zemřel 5. července 2020 v Birminghamu v Alabamě. Bylo mu 80 let a byl v posledních měsících svého života hospitalizován.